# بويرتو مورال
بلدية بويرتو مورال (بالإسبانية: Puerto Moral) هي بلدية تقع في مقاطعة ولبة التابعة لمنطقة أندلوسيا جنوب إسبانيا.

## الديموغرافيا
بلغ عدد سكان بلدية بويرتو مورال 272 نسمة عام 2011 (وفقاً للمعهد الوطني الإسباني للإحصاء).
| 242 | 251 | 254 | 262 | 287 | 287 | 272 |